# Abdelhafid Benchabla
Abdelhafid Benchabla (26 de setembro de 1986) é um boxeador argelino que participou dos Jogos Pan-Africanos de 2007 e se qualificou para os Jogos Olímpicos de Verão de 2008.